# 東京消防庁消防学校
座標: 北緯35度40分20.4秒 東経139度40分24.7秒 / 北緯35.672333度 東経139.673528度

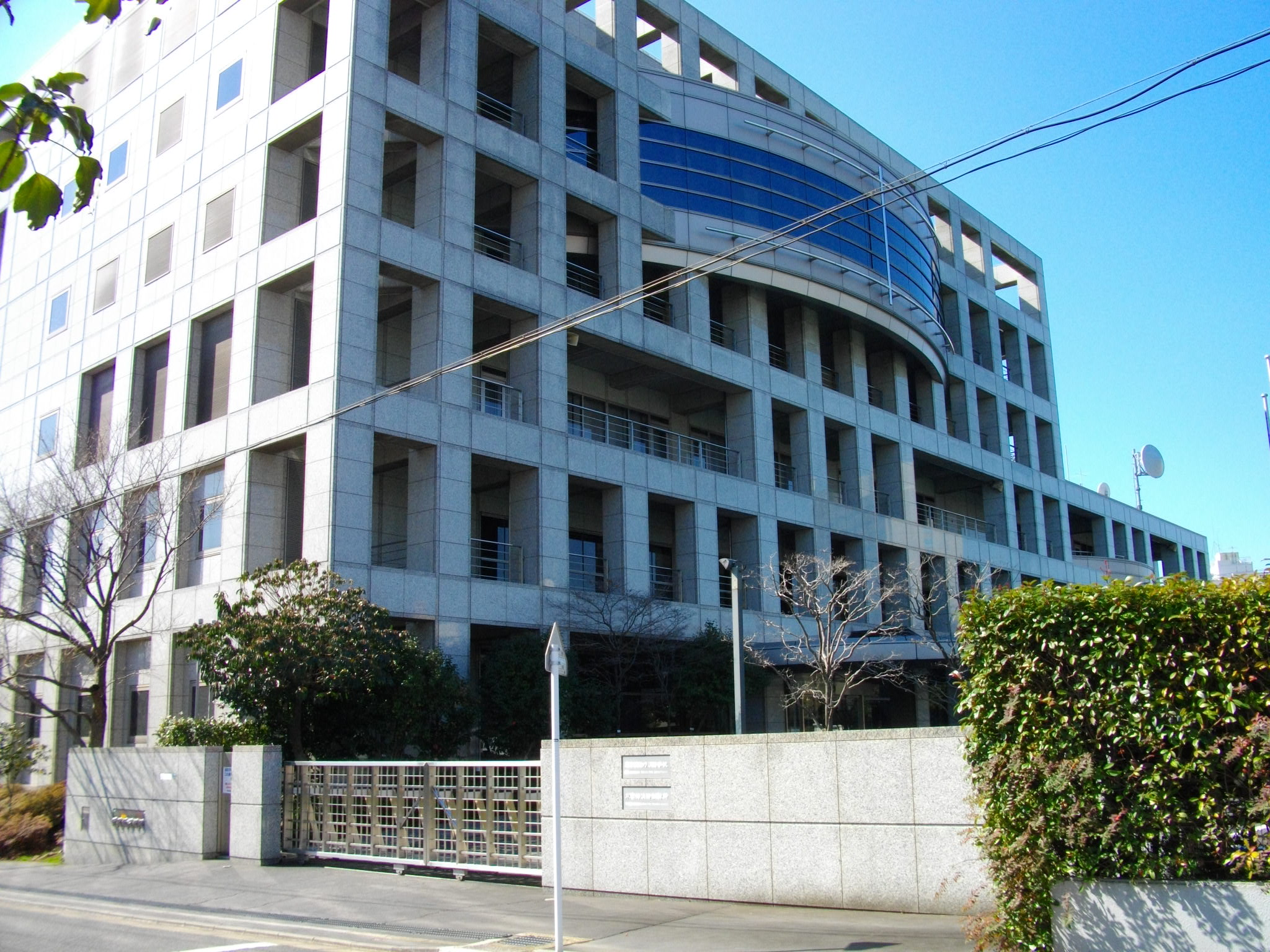
東京消防庁消防学校

東京消防庁消防学校（とうきょうしょうぼうちょうしょうぼうがっこう）は、東京都渋谷区にある東京消防庁の消防学校。
東京消防庁の組織等に関する規則第5条の規定により設置され、消防職員の教育計画に関すること、新任消防職員の教育の実施に関すること、および消防職員等の教育の実施に関することを所掌事務とする。また、同じ場所には、消防組織法第五十一条第一項および東京都消防訓練所条例の規定に基き東京都消防訓練所（東京都総務局所管）が設置されており、東京消防庁消防学校長が東京都消防訓練所長を兼務する（東京都消防訓練所処務規程第3条）ことによって、両者は事実上一体の運営がされている。

## 所在地
東京都渋谷区西原2丁目51番1号

## 沿革
- 1913年（大正2年）6月 - 消防練習所の組織を創設
- 1914年（大正3年）10月 - 麹町区元園町に消防練習所を開設
- 1938年（昭和13年）5月 - 渋谷区幡ヶ谷本町に移転
- 1943年（昭和18年）11月 - 北多摩郡に分教場として国立練習所を開設
- 1948年（昭和23年）3月 - 消防練習所を東京都消防訓練所に改称
- 1948年（昭和23年）5月 - 東京消防学校を併設
- 1950年（昭和25年）9月 - 現在地に移転
- 1953年（昭和28年）3月 - 東京消防学校を東京消防庁消防学校に改称
- 1988年（昭和63年）12月 - 千代田区麹町に幹部研修所を開設

## 教養
- 消防職員
  - 初任教育
  - 管理者研修
  - 専科教育
  - 救急教育
  - 幹部教育
  - 特別教育
  - 自己啓発の支援
- 消防団員
  - 基礎教育
  - 専科教育
  - 幹部教育
  - 特別教育　など

## 施設
- 学生訓練棟
- 訓練塔
- 補助訓練塔
- 救助訓練塔
- 濃煙熱気棟
- 街区棟1
- 街区棟2　など

## 交通機関
- 京王線幡ヶ谷駅・笹塚駅から徒歩8分
- 小田急小田原線東北沢駅、小田急小田原線・東京メトロ千代田線代々木上原駅から徒歩12分
- 東急バス・渋谷駅 - 幡ヶ谷折返所線「消防学校前」下車